# Anthocoris confusus
Anthocoris confusus, auch Brauner Lausjäger genannt, ist eine Wanze aus der Familie der Blumenwanzen (Anthocoridae).

## Merkmale
Die Wanzen werden 3,2 bis 3,9 Millimeter lang. Die Arten der Gattung Anthocoris sind teilweise sehr schwer bestimmbar. Die Hemielytren von Anthocoris confusus sind nur am Cuneus, dem äußeren Teil des Emboliums entlang dem Außenrand und am Apex des Coriums glänzend. Das erste Fühlerglied ist dunkel, das zweite ist großteils basal blass. Die Hemielytren sind im Vergleich zu Anthocoris nemorum verhältnismäßig dunkel und auch etwas unterschiedlich gemustert. Die Unterscheidung von Anthocoris nemoralis ist sehr schwer. Diese ähnliche Art hat in der Regel etwas blasser gefärbte Schenkel (Femora).

## Verbreitung und Lebensraum
Die Art ist in der Paläarktis weit verbreitet und kommt in Europa überall mit Ausnahme des hohen Nordens und dem äußersten Südens vor. Östlich reicht die Verbreitung bis China und Japan. Die Art wurde durch den Menschen nach Nordamerika eingeschleppt. In Mitteleuropa ist sie weit verbreitet und in der Regel nicht selten. In Großbritannien ist die Art weit verbreitet und häufig.

## Lebensweise
Die Tiere leben auf verschiedenen Laubgehölzen und ernähren sich räuberisch von Blattläusen, beispielsweise der Familie Thelaxidae, seltener auch von Blattflöhen oder Staubläusen. Man findet sie unter anderem auf Weiden (Salix), Buchen (Fagus), Ahornen (Acer), Linden (Tilia), Eichen (Quercus), Weißdornen (Crataegus), Ulmen (Ulmus), Pappeln (Populus) oder Eschen (Fraxinus). Über den Winter stirbt der Großteil der Männchen, die begatteten Weibchen überwintern hingegen unter loser Rinde und Rindenschuppen von Platanen (Platanus), Rosskastanien (Aesculus), Birnen (Pyrus) und Berg-Ahorn (Acer pseudoplatanus). Die Ovarien der Weibchen reifen erst im Frühjahr, womit die Eier erst im Mai abgelegt werden können. Die adulten Tiere der neuen Generation treten ab Juli auf. Bei diesen reifen die Geschlechtsorgane teilweise sofort, sodass diese Tiere eine zweite Generation vor dem Winter ausbilden können, deren Imagines ab September auftreten. Der überwiegende Teil überwintert jedoch und pflanzt sich erst im nächsten Jahr fort. Anders als bei den übrigen Arten der Gattung stechen die Weibchen ihre Eier tief in das Gewebe der Pflanzen in Blattadern und -stiele ein.

## Belege